# آنه آزکونا
آنه آزکونا (انگلیسی: Ane Azkona؛ زادهٔ ۱۵ ژوئیهٔ ۱۹۹۸) بازیکن فوتبال است.
وی همچنین در تیم ملی فوتبال Spain U19 بازی کرده‌است.